# Robert Salmon
Robert Salmon (Whitehaven, 1775-Cumberland, c. 1845) fue un pintor inglés especializado en marinas. Trabajó en Inglaterra y Estados Unidos. Realizó unas mil pinturas, todas excepto una de escenas marítimas. Está considerado el padre del luminismo americano.

## Biografía

### Primeros años
Nació en Whitehaven (Cumberland), en octubre o noviembre de 1775 como Robert Salomon; fue bautizado el 5 de noviembre de 1775. Su padre, Francis Salomon, era joyero. El joven Robert estudió la obra de los pintores marinistas holandeses del siglo XVII, los pintores vedutistas italianos y el trabajo de Claude Lorrain, pero se sabe muy poco más sobre su formación inicial. Sus primeras obras conocidas, Dos barcos mercantes armados que salen del puerto de Whitehaven y El Estridge fuera de Dover datan de 1800; el primer trabajo que exhibió en la Royal Academy fue en 1802.
En 1806 se instaló en el concurrido puerto de Liverpool y cambió su nombre de Salomon a Salmon. Muchas de sus pinturas marinas de este período temprano sobreviven y se encuentran en el Museo Marítimo Nacional de Londres. Sus retratos de barcos indican que estaba familiarizado con los veleros y tenía un conocimiento íntimo de cómo funcionaban. Estos retratos tienden a seguir su práctica tradicional de mostrar el mismo bajel en al menos dos posiciones en el mismo lienzo. En abril de 1811 se trasladó del área de Liverpool a Greenock (Escocia) y luego de regreso a Liverpool en octubre de 1822. En 1826 regresó a Greenock, luego se fue a Londres en 1827 y, poco después, se fue a Southampton, North Shields y Liverpool. 
Junto con muchos otros artistas jóvenes, Salmon creía que su futuro artístico residía en los Estados Unidos. Antes de su partida en 1828, el artista ejecutó su único retrato existente, Retrato de un corsario, John Paul Jones, una obra que formaba parte del espíritu romántico de su tiempo. Pensó que esta obra formaría un vínculo con los espectadores de su futuro hogar, pero no podía saber, porque nunca antes había estado en América, que el recuerdo del héroe naval más grande de Estados Unidos había desaparecido efectivamente en la mente del público antes de que la pintura se completara.

### Emigración a Estados Unidos

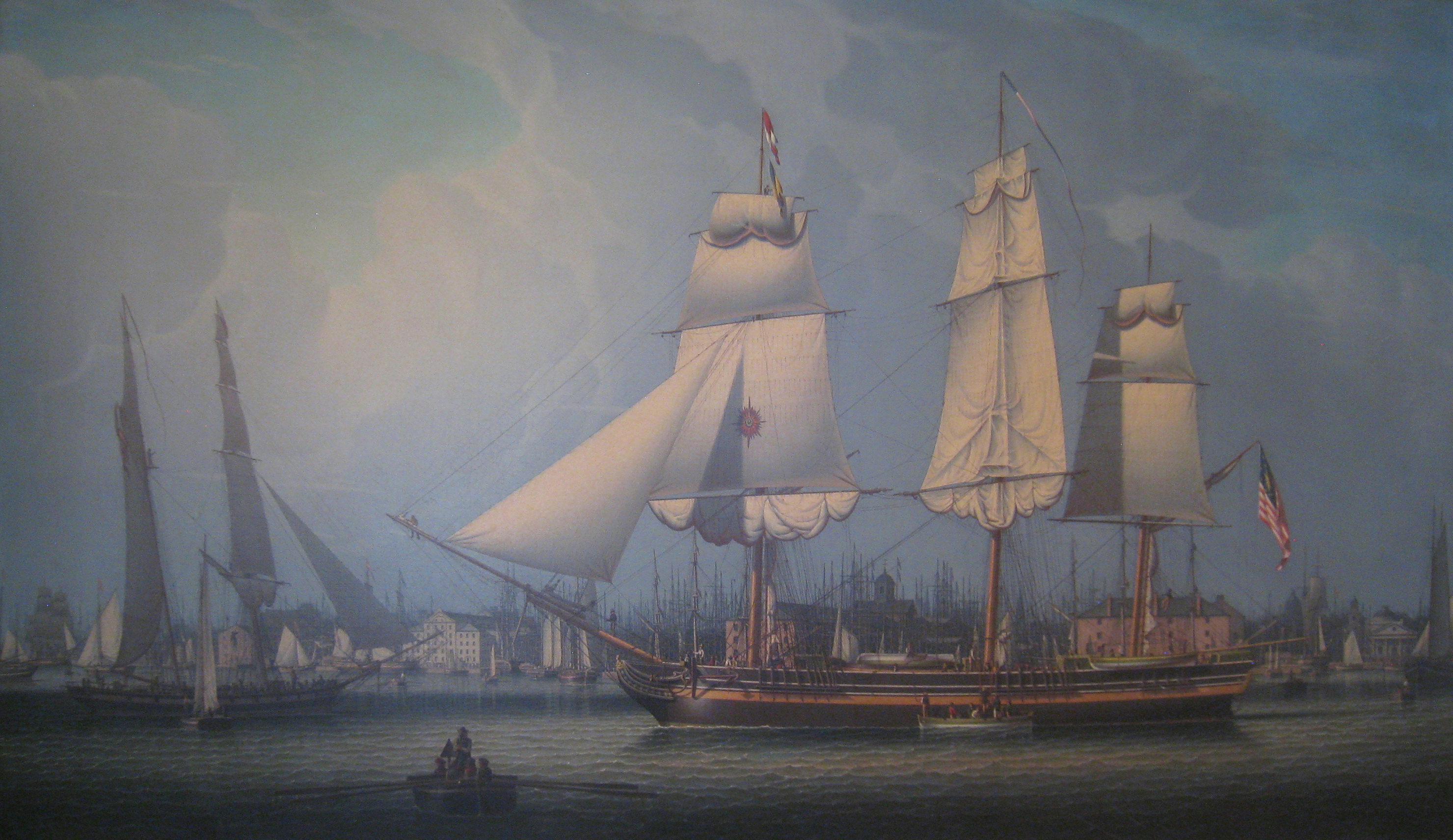
Muelles de Boston, 1829, Old State House Museum, Boston

En 1828 Salmon salió de Europa con destino a los Estados Unidos en el paquebote New York, donde llegó el día de Año Nuevo de 1829. Permaneció allí hasta 1840, viviendo en una pequeña cabaña en Marine Railway Wharf con vistas al puerto de Boston. Salmon prosperó como pintor de marinas, aceptando encargos para pintar retratos de barcos. Durante el crecimiento del puerto de Boston en la primera mitad del siglo, Salmon pintó entre 300 y 400 pinturas del puerto, en el estilo de la pintura de género holandés del siglo XVII. Durante su estancia se pensó que era un hombre excéntrico, solitario e irascible.
Pronto se convirtió en uno de los pintores más destacados de paisajes marinos de Boston. Durante los años siguientes, dividió su tiempo entre la pintura y el trabajo en el estudio litográfico de William S. Pendleton, donde se encontró con William Bradford y Fitz Henry Lane. Este contacto fue de gran importancia para Lane, y se hizo evidente en sus vistas marinas.
Durante su vida, el trabajo de Salmon fue muy popular y fue coleccionado por los bostonianos Samuel Cabot, Robert Bennett Forbes y John Newmarch Cushing.

### Últimos años
Salmon salió de Boston en 1842 y durante muchos años se creyó que murió poco después de su partida. En cambio, regresó a Europa y se fue a Italia. Varias vistas italianas atribuidas a él han sobrevivido, la última de las cuales tiene fecha de 1845, el año de su último trabajo documentado. La fecha real de su muerte sigue siendo incierta.
Los trabajos de Robert Salmon se pueden encontrar en la Academia Naval de los Estados Unidos, el Museo de Bellas Artes de Boston, el Museo Marítimo Nacional en Greenwich, la Walker Art Gallery de Liverpool, el Museo de Arte Americano de New Britain (Connecticut), el Centro de Arte Británico de Yale en New Haven (Connecticut), el Mariners' Museum de Newport News (Virginia), el William A. Farnsworth Art Museum de Rockland (Maine), el Museo Peabody Essex de Salem (Massachusetts), el Museo de Shelburne (Vermont) y el Museo de Arte de Worcester (Massachusetts).